# Андрогей
Андроге́й (грец. Ανδρόγεως) — син Міноса й Пасіфаї, переможець усіх суперників у панафінеях (іграх на честь Афіни Паллади).
Коли цар Афін Егей із заздрощів убив Андрогея (варіант: за наказом Егея Андрогей вирушив на полювання і був убитий марафонським биком), розгніваний Мінос розпочав проти афінян війну, переміг їх і зобов'язав щороку віддавати на поживу чудовиську Мінотаврові семеро юнаків і сім дівчат.
За іншою версією Мінос надіслав Андрогея до Беотії, але напівшляху його вбили мешканці містечка Еноя (у перекладі з грецької — «винної», від слова «вино»).
Щороку на честь Андрогея влаштовувалося свято з музикою й іграми.